# Brădeana
Brădeana románul: Brădeana, falu Romániában, Erdélyben, Fehér megyében. Közigazgatásilag Aranyosszohodol községhez tartozik.

## Fekvése
Peles mellett fekvő település.

## Története
Brădeana korábban Peles része volt, 1956-ban vált külön 284 lakossal.
1966-ban 265, 1977-ben 214, 1992-ben 196, a 2002-es népszámláláskor 180 román lakosa volt.